# Eficacia del fuego
La eficacia del fuego es, en artillería, el rendimiento de un tiro dirigido sobre un objetivo cuyas dimensiones y distancia no se conocen con exactitud.
Los dos factores que influyen en el rendimiento de un fuego colectivo, a igualdad de armamento y de las demás circunstancias, son la buena instrucción de la tropa y la pericia del oficial; no basta con que la instrucción sea excelente, pues si el oficial no ha calculado bien la distancia, fijando el alza precisa, los proyectiles de aquellos excelentes tiradores no caerán sobre el blanco. Además para que el rendimiento llegue al máximo, hace falta que el oficial que ordene el fuego tenga en cuenta la clase de blanco y la extensión de la dispersión y zona peligrosa para la distancia a que se tira.
El fuego de fusil es eficaz a todas las distancias, para las cuales está graduada el alza, aumentando la eficacia a medida que al distancia disminuye o el blanco aumenta. Con el mauser, tipo español, la eficacia desaparece para distancias superiores a 2000 metros y empieza a disminuir a 1200
El fuego de cañón resulta más eficaz que el de fusil para distancias 
superiores a 1200 
metros; para distancias inferiores se equilibran y llega un momento en que la eficacia queda a favor del fuego de fusil
El fuego de noche es ineficaz y sólo debe hacerse a distancias muy cortas y pudiendo apuntar los cañones de día o adoptando apoyos para determinar con al luz la puntería del fusil.
Hay que tener cuidado de no confundir la vulnerabilidad de una tropa con la eficacia del fuego, pues aun cuando en relación íntima la una con al otra, presentan algunas diferencias distintivas. La vulnerabilidad puede calcularse a priori, determinando el tanto por ciento de proyectiles que debe de dar en aquel blanco y la segunda sólo puede determinarse a posteriori, según el número de impactos que efectivamente se han obtenido.